# Diego Nunes (giocatore di calcio a 5)
Diego Nunes de Souza Costa, noto semplicemente come Diego Nunes (Guarulhos, 31 ottobre 1994), è un giocatore di calcio a 5 brasiliano, campione sudamericano con la nazionale brasiliana nel 2024.

## Carriera

### Club
Impiegato come laterale offensivo, Nunes ha lasciato il Brasile appena maggiorenne per giocare nel campionato qatariota con l'Al-Rayyan. In seguito, milita per una stagione nei thailandesi del Chonburi e quindi, per un lustro, negli spagnoli del Palma, con cui si consacra a livello internazionale. Nell'agosto del 2022 si trasferisce ai portoghesi del Benfica, che prelevano il calcettista dopo aver pagato la clausola rescissoria.

### Nazionale
Nell'ottobre del 2021 Nunes riceve la sua prima convocazione nella nazionale maschile di calcio a 5 del Brasile; tuttavia, un grave infortunio al ginocchio gli impedisce di debuttare fino all'anno seguente. Nel febbraio del 2024 vince la Copa América con il Brasile.

## Palmarès

### Club

#### Competizioni nazionali
- Campionato qatariota: 2
Al-Rayyan: 2013-14, 2014-15
- Campionato thailandese: 1
Chonburi: 2016-17
- Coppa del Portogallo: 1
Benfica: 2022-23
- Taça da Liga: 1
Benfica: 2022-23

### Nazionale
- Coppa America: 1
Paraguay 2024